# Світлана Мойсов
Світлана Мойсов — біохімік югославського походження, доцент-дослідник Рокфеллерівського університету. Її дослідження присвячені синтезу пептидів. Вона відкрила глюкагоноподібний пептид-1 та розкрила його роль у метаболізмі глюкози та секреції інсуліну. Її відкриття були перетворені компанією Novo Nordisk на терапевтичні засоби проти діабету та ожиріння.

## Раннє життя і освіта
Мойсов народилася в Югославії і отримала ступінь бакалавра фізичної хімії в Белграді . У 1972 році вона вступила до аспірантури Рокфеллерівського університету, де разом з Робертом Брюсом Мерріфілдом (Нобелівська премія з хімії 1984 р.) працювала над синтезом пептидів .

## Дослідження та кар'єра
У 1980-х роках Мойсов перевелася до Массачусетської лікарні загального профілю, де її призначили завідувачем відділення синтезу пептидів . Вона прибула до лікарні невдовзі після того, як Джоел Хабенер клонував проглюкагон, вивчаючи риб-вудильників, знайдених у Бостонській гавані. Мойсов працювала над ідентифікацією глюкагоноподібного пептиду-1 (GLP-1), гормону, що виробляється кишківником і запускає вивільнення інсуліну. Амінокислотна послідовність GLP-1 була схожа на інгібуючий шлунковий пептид інкретин. Щоб спробувати визначити, чи конкретний фрагмент GLP-1 є інкретином, Мойсов створила антитіло до інкретину і розробила способи відстеження його присутності. Зокрема, Мойсов визначила, що ділянка з 31 амінокислоти в GLP-1 є інкретином  . Разом з Гордоном Вейром і Хабенером Мойсовом показала, що невеликі кількості синтезованого в лабораторії GLP-1 можуть викликати викид інсуліну   .
У 1990-х роках Мойсов повернулася до Нью-Йорка, де повернулася до Рокфеллерівського університету і в лабораторію Ральфа М. Стайнмана (Нобелівська премія з фізіології та медицини 2011 р.). В 1992 група Массачусетської лікарні загального профілю протестувала GLP-1 на людях . Компанія Novo Nordisk розробила препарати, що імітують дію GLP1, для лікування ожиріння та діабету  . Зрештою похідні GLP-1, синтезовані Мойсов, були запатентовані як пептиди, здатні викликати вивільнення інсуліну, але єдиним творцем був Хабенер. Мойсов боролася за включення її імені в патенти, і лікарня в результаті погодилася внести поправки в чотири патенти, після чого Мойсов отримала свою третину роялті за ліки за рік . Вона продовжувала відстоювати свої заслуги після того, як співавтори отримали різні нагороди, оскільки нові версії GLP-1 були схвалені та стали популярними  .
У 2023 році Мойсов увійшла до списку 10 людей року за версією журналу Nature .

## Вибрані публікації
- Mojsov, S. ; Merrifield, R. B. (1984-12). "An improved synthesis of crystalline mammalian glucagon". European Journal of Biochemistry. 145 (3): 601-605. doi:10.1111/j.1432-1033.1984.tb08599.x. ISSN 00142956.
- Mojsov S., Weir G. C., Habener J. F. Insulinotropin: glucagon-like peptide I (7-37) co-encoded in the glucagon gene is a potent stimulator of insulin release in the perfused rat pancreas // J. Clin. Invest. / R. S. Ahima — American Society for Clinical Investigation, 1987. — Vol. 79, Iss. 2. — P. 616–619. — ISSN 0021-9738; 1558-8238 — doi:10.1172/JCI112855
- S Mojsov, Habener J. F. Preproglucagon gene expression in pancreas and intestine diversifies at the level of post-translational processing // J. Biol. Chem. / L. M. Gierasch — Baltimore [etc.]: American Society for Biochemistry and Molecular Biology, 1986. — Vol. 261, Iss. 25. — P. 11880–11889. — ISSN 0021-9258; 1083-351X; 1067-8816 — doi:10.1016/S0021-9258(18)67324-7
- Nathan, David M; Schreiber, Eric; Fogel, Howard; Мойсов, Светлана; Habener, Joel F (1992-02-01). "Insulinotropic Action of Glucagonlike Peptide-I-(7–37) in Diabetic and Nondiabetic Subjects". Diabetes Care. 15 (2): 270-276. doi:10.2337/diacare.15.2.270. ISSN 01495992

## Особисте життя
В аспірантурі Мойсов познайомилася зі своїм майбутнім чоловіком Мішелем К. Нуссенцвейгом .